# Castillo de Runkelstein

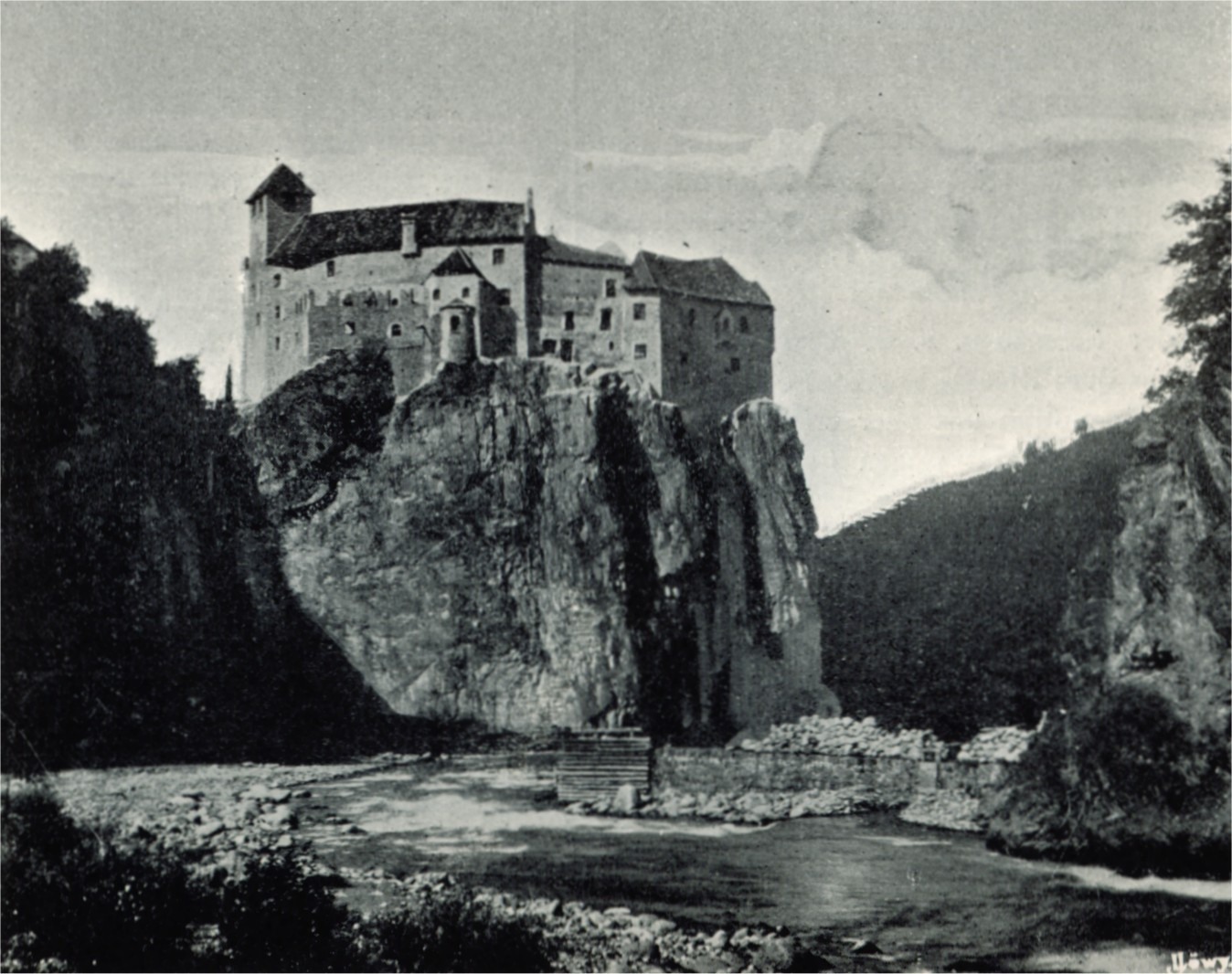
Castillo de Runkelstein después de la restauración del emperador Francisco José I de Austria, 1880.

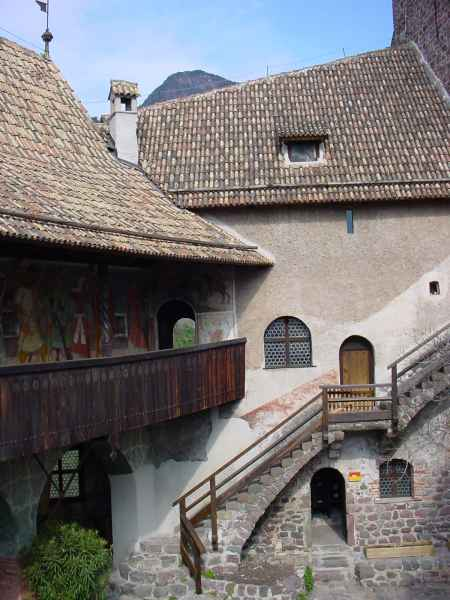
Patio interior del castillo.

El Castillo de Runkelstein (en alemán: Schloss Runkelstein; en italiano: Castel Roncolo) es una fortificación medieval sobre un espolón rocoso en el territorio de Ritten, cerca de la ciudad de Bolzano en Tirol del Sur, Italia. En 1237, Alderich, Príncipe-Obispo de Trento, dio permiso a los hermanos Friedrich y Beral de Wangen para construir un castillo en la roca que entonces se llamaba Runchenstayn.

## Historia
En 1277 fue dañado durante un asedio por Meinhard II de Tirol, quien después de ganar la guerra contra Heinrich Príncipe-Obispo de Trento, confió el castillo a Gottschalk Knoger de Bozen. En 1385 los ricos hermanos comerciantes Niklaus y Franz Vintler de Bozen compraron el castillo. Niklaus fue consejero y financista del conde de Tirol, Leopoldo III, lo que les permitió comprar el castillo, un tipo de residencia impropia -en aquellos tiempos- para personas de su rango. Los hermanos Vintler encargaron una gran reestructuración del castillo: se construyeron una nueva muralla defensiva, un foso, un aljibe y más habitaciones. En 1390 se inició la construcción de la Casa de Verano. La casa fue pintada con frescos, por lo que el castillo es más famoso hoy, por dentro y por fuera. Los temas de los frescos eran de naturaleza literaria, representando al El rey Arturo y sus caballeros, Tristán e Isolda, y Dietrich von Bern. La familia también encargó los frescos en el Palacio Occidental y Oriental. Fueron creados por maestros desconocidos y algunos de ellos representan escenas del romance de Pleiers Garel.

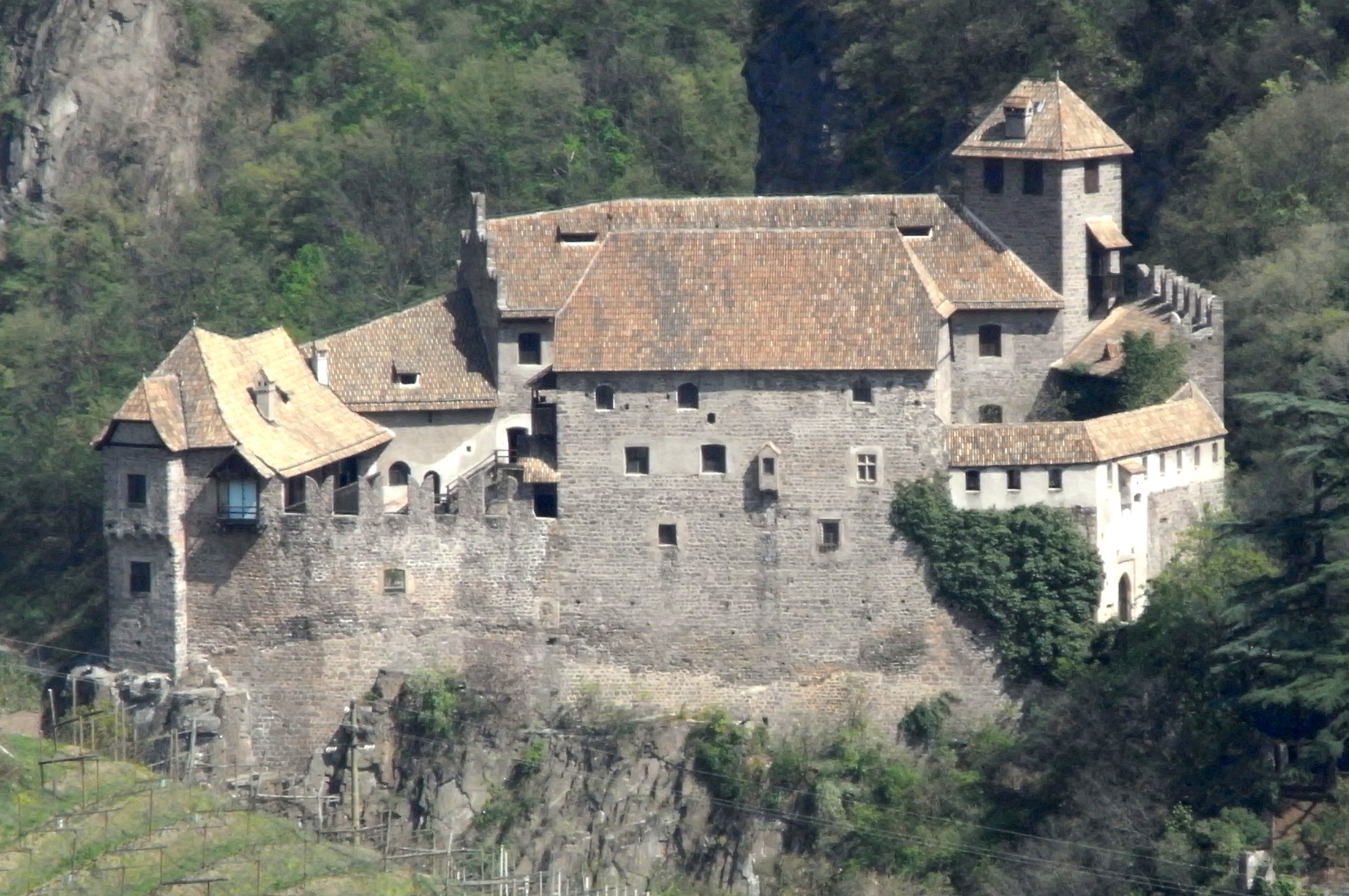
El castillo en 2009.

En 1407, el conflicto monetario entre Federico IV, duque de Austria mit der leeren Tasche (con el bolsillo vacío), el conde de Tirol y las acaudaladas familias nobles tirolesas desembocó en una guerra abierta. Los viticultores se vieron envueltos en estas disputas y Runkelstein fue sitiada. Niklaus, que se había aliado con los nobles de la Liga Halcón, perdió todas sus riquezas y posesiones. Su hermano Franz, que se había aliado con el duque, siguió siendo propietario del castillo hasta que Segismundo de Austria der Münzreiche (rico con monedas) lo adquirió.
La familia Habsburgo fue propietaria del castillo hasta 1530. Maximiliano I, emperador del Sacro Imperio Romano Germánico, ordenó renovar el castillo. Amuebló su apartamento y encargó la restauración de los frescos. También ordenó que su escudo de armas se exhibiera de manera prominente en el castillo. Alrededor de 1500 Maximiliano entregó el castillo a su vasallo Georg von Frundsberg, famoso «Padre de los Landsknechte». Frundsberg confió el cuidado del castillo a un vicario. En 1520 explotó el polvorín de la planta baja de la torre. La explosión dañó partes del muro exterior, la entrada y el Palacio Oriental y destruyó la torre. Posteriormente, el castillo fue abandonado hasta que Fernando I lo cedió en 1530 a Sigmund von Brandis, Caballero Comandante de Bozen.
Más tarde, el Príncipe-Obispo de Trento obtuvo el castillo de nuevo y el Príncipe-Obispo Bernhard von Cles lo entregó como un feudo a los Condes de Lichtenstein-Kastelkorn. En 1672 un incendio destruyó el palacio oriental, que nunca fue reconstruido. En 1759, el último Lichtenstein-Kastelkorn devolvió el feudo a los obispos de Trentine. En ese momento, el castillo estaba en grave decadencia.
Durante el Romanticismo, a principios del siglo XIX, los románticos redescubrieron Runkelstein. Johann Joseph von Görres, escritor alemán, fue el primero en llegar y pronto fue seguido por muchos artistas al servicio del rey Luis I de Baviera. En este tiempo, el castillo se convirtió en un símbolo del período romántico. En 1868, el muro norte de la Casa de Verano se derrumbó, pero en 1880 la suerte del castillo cambió: el archiduque Juan de Austria-Toscana compró Runkelstein y se lo dio como regalo al emperador Francisco José I de Austria en 1882. El emperador encargó a Friedrich von Schmidt la restauración del castillo y, tras la restauración, lo donó a la ciudad de Bozen en 1893. La última restauración, incluida una cuidadosa restauración de los frescos, se llevó a cabo a finales de la década de 1990.